# Louise Marie Thérèse d’Artois
Louise d’Artois (teljes nevén franciául: Louise Marie Thérèse d’Artois; Párizs, 1819. szeptember 21. – Velence, 1864. február 1.), a Bourbon-házból származó francia királyi hercegnő, Charles Ferdinand d’Artois, Berry hercege és Mária Karolina nápoly–szicíliai királyi hercegnő legidősebb leánya, III. Károly parmai herceggel kötött házassága révén Parma és Piacenza hercegnéje 1849-től férje 1854-es haláláig, majd annak régense 1859-ig, fia, Róbert herceg kiskorúsága miatt. Zita osztrák császárné és magyar királyné apai nagyanyja.

## Élete

### Származása

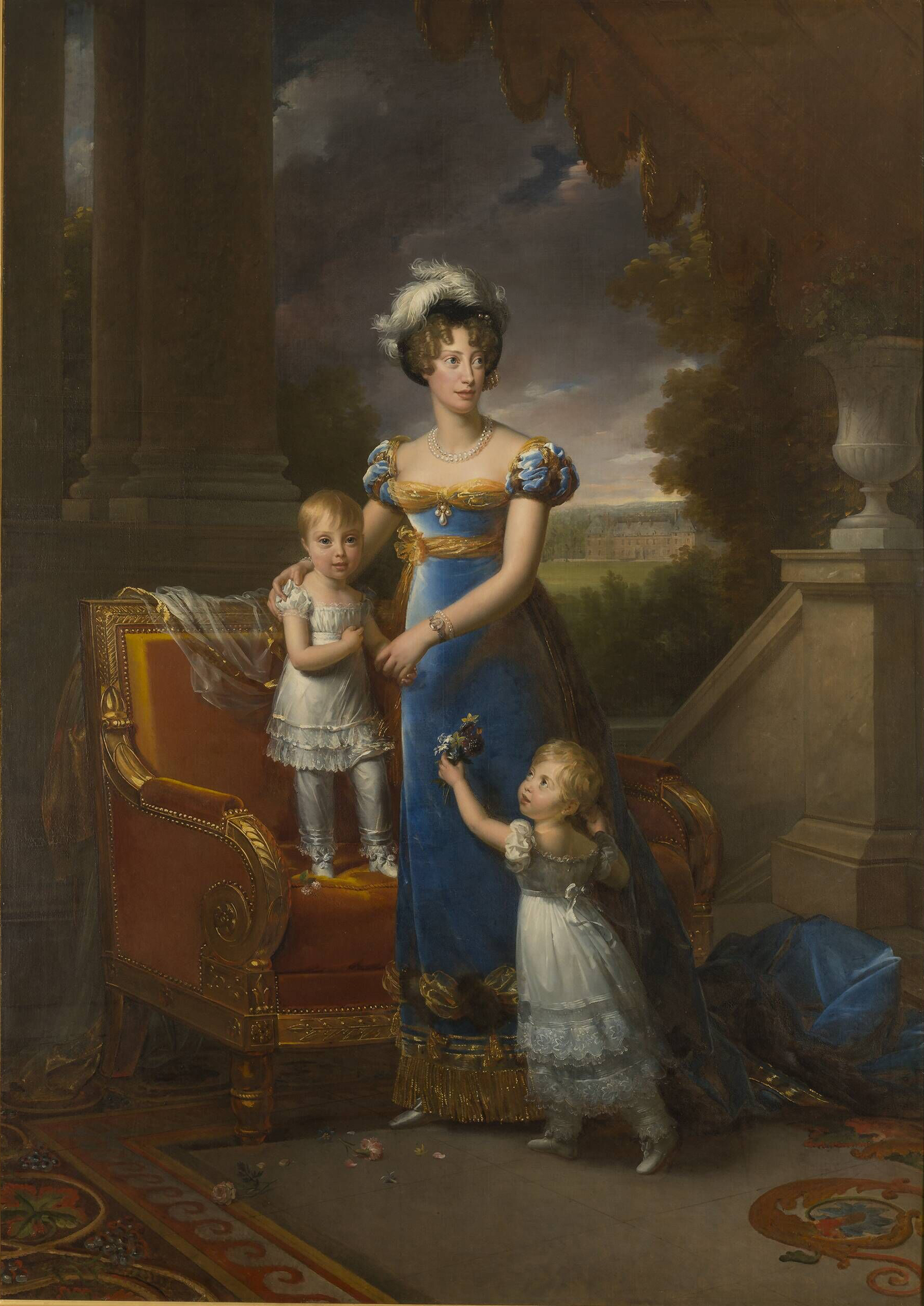
Mária Karolina, Berry herceg özvegye gyermekeivel, Louise Marie-val és Henri bordeaux-i herceggel (François Gérard festménye, 1822.)

Louise Marie de Bourbon francia királyi hercegnő 1819. szeptember 21-én született a párizsi Tuileriák palotájában.
Édesapja a Bourbon-házból származó Károly Ferdinánd francia királyi herceg (Charles Ferdinand d’Artois) volt, Berry hercege (1778–1820), Károly Fülöp trónörökös hercegnek (1757–1836), a későbbi X. Károly francia királynak és Savoyai Mária Terézia szárd királyi hercegnőnek kisebbik fia.
Édesanyja a nápolyi Bourbon-házból származó Mária Karolina Ferdinanda nápoly–szicíliai királyi hercegnő (1798–1870) volt, I. Ferenc nápoly–szicíliai király és Mária Klementina osztrák főhercegnő leánya.
Szülei házasságukból 4 gyermek született, de csak ketten érték meg a felnőttkort.
- Louise Isabelle de Bourbon hercegnő (*/† 1817), születésekor meghalt.
- Louis de Bourbon herceg (*/† 1818), születésekor meghalt.
- Louise Marie Thérèse de Bourbon hercegnő (1819–1864), aki 1845-ben a Bourbon-házból való III. Károly parmai herceghez (1823–1854) ment feleségül, és 1854–1859 között régensként uralkodott Parmában.
- Henri-Charles de Bourbon herceg (1820–1883), Bordeaux hercege, 1830 után Henri d’Artois, Chambord grófja, 1844-től a legitimisták számára V. Henrik francia király, aki 1846-ban Mária Terézia Beatrix modenai hercegnőt vette feleségül.

### Ifjúkora
Louise Marie hercegnő apai nagyapja, Károly Fülöp herceg a gyermektelen XVIII. Lajos király öccse volt, a Francia Királyság trónjának örököse. 1820 elején, apjának meggyilkolásakor Louise Marie hercegnő volt Károly Fülöp herceg egyetlen unokája (Károly elsőszülött fiának, Lajos Antalnak, Angoulême hercegének sem voltak gyermekei).
Édesapját, Berry hercegét, a jövendő X. Károly király ifjabbik fiát, egy bonapartista merénylő 1820. február 13-án – még Louise Marie nagybátyjának, XVIII. Lajos uralkodásának idején – Párizsban meggyilkolta. Az ekkor 5 hónapos Louise Marie volt szüleinek egyetlen élő gyermeke. Öccse, Henri-Charles, Bordeaux hercege, a Bourbon-ház utolsó férfi sarja, akit édesanyja a merénylet idején már a szíve alatt hordott, több hónappal édesapjának halála után jött a világra, őt emiatt sokan „csodás gyermeknek” (enfant du miracle) nevezték.
Berry hercegének meggyilkolása és Henri Charles herceg születése közötti időben Louise Marie nagy-nagybátyja, XVIII. Lajos király azt tervezte, hogy – ha a születendő gyermek is leány lesz, – eltörli a száli törvényt, hogy az ő utódjának, X. Károlynak uralkodói címét már leányágon örökölhesse Károly legidősebb leányunokájának, Louise Marie hercegnőnek jövendő férje (a király valamelyik hercegi unokabátyja). Amikor azonban 1820. szeptember 29-én megszületett Louise Marie öccse, Henri-Charles, Bordeaux hercege, a király elejtette ezt a tervét.
Kisgyermekkorát Louise Marie hercegnő Párizsban töltötte, a királyi család körében. 1824-ben nagyapja lépett a trónra, X. Károly néven. Őt 1830-ban lemondatták, ekkor családjával együtt először Angliában, majd később az Osztrák Császárságban talált menedéket.
Louise Marie anyja, a határozott egyéniségű Mária Karolina, Berry hercegének özvegye azonban vissza akarta szerezni Franciaország trónját a „bitorló” Orléans-i Lajos Fülöptől saját tízéves fia, Henri herceg számára, akit a francia legitimisták V. Henrik néven a trón törvényes várományosának ismertek el. Az özvegy Berry hercegné 1832-ben titokban visszatért Franciaországba, és a Vendée-ban royalista felkelést szervezett. A kaland kudarcba fulladt, a hercegnőt elfogták, Blaye erődjébe zárták. Itt egy leánygyermeket szült, egy 1831-ben Rómában kötött titkos, rangon aluli házasság gyümölcsét, Louise Marie hercegnő féltestvérét, aki azonban csak néhány napig élt. A hercegné erkölcsi helyzete, a trón várományosának anyjaként megingott, a legitimista emigráció elfordult tőle. Politikailag veszélytelenné vált, 1833-ban Lajos Fülöp kormánya szabadon engedte.
Louise Marie nagyapja, az ekkor már Prágában élő X. Károly kitagadta a menyét, aki Palermóba költözött második férjéhez, Ettore Carlo Lucchesi-Pallihoz (1806–1864), Grazia 8. grófjához. Gyermekeit, a 13 éves Louise Marie Thérèse hercegnőt és a 12 éves Henri herceget a király a továbbiakban másik menyére, Mária Terézia Sarolta hercegnőre, Angoulême hercegnéjára (1778–1851) bízta (aki egyben unokahúga is volt, a kivégzett XVI. Lajos és Mária Antónia francia királyné leánya). Életének következő másfél évtizedét Louise Marie az Osztrák Császárságban élte. Nagyapja 1836-ban elhunyt, öccsét a legitimisták királynak ismerték el, így a hercegnő már nem játszott szerepet a francia trónöröklésben, politikai „csereértéke” lecsökkent.

### Házassága

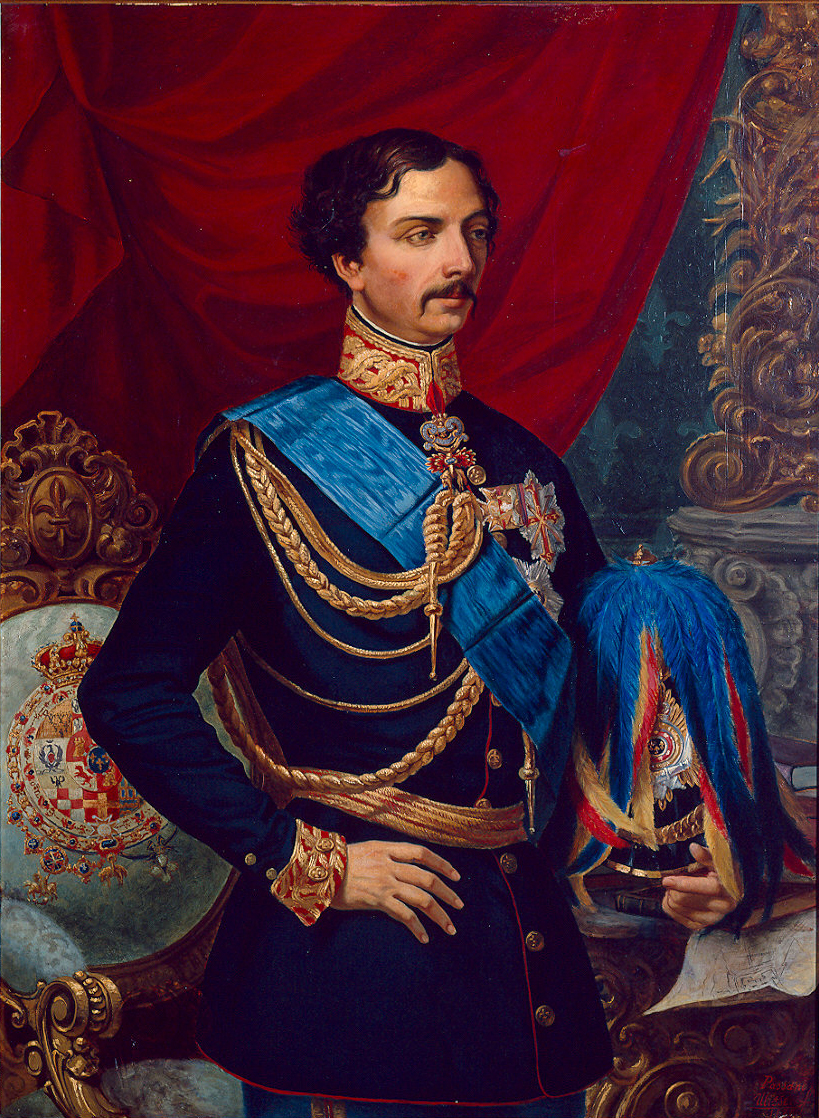
III. Károly, Parma hercege

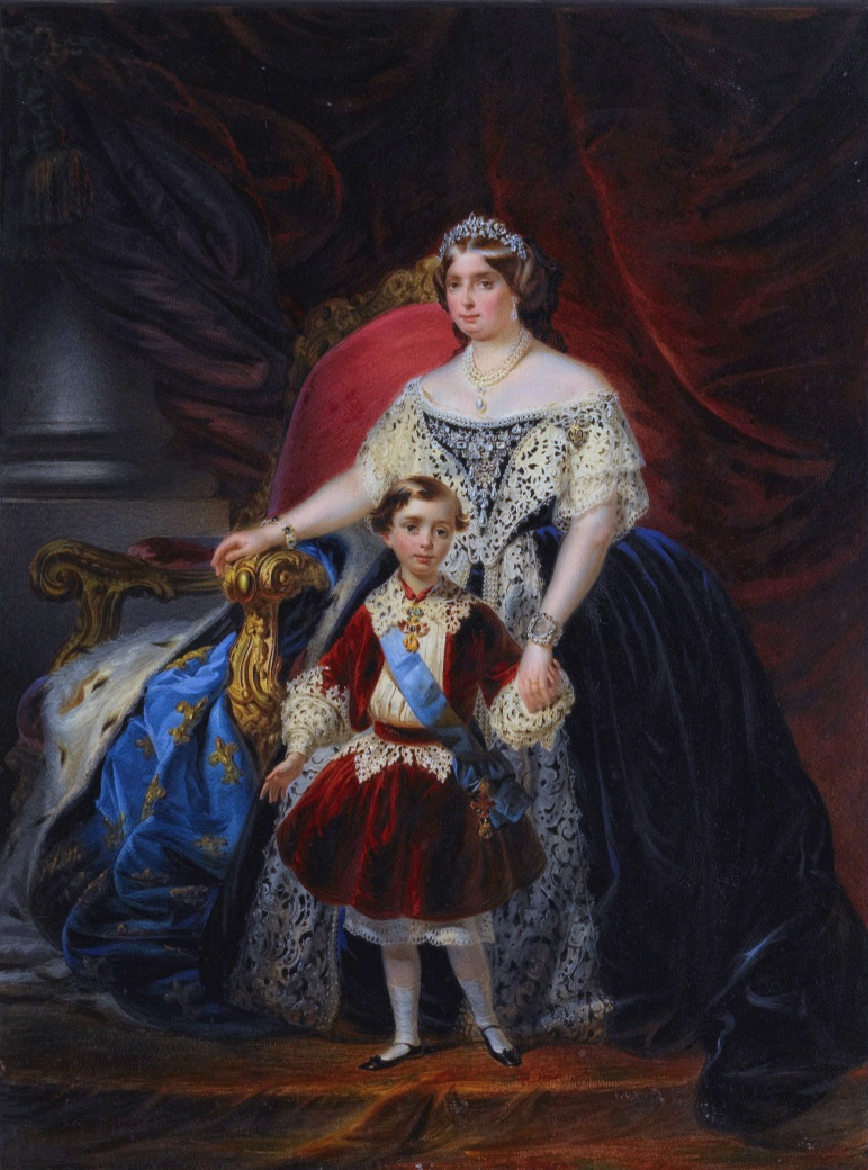
Louise Marie Thérèse régens hercegné fiával, Róberttel, Parma és Piacenza hercegével.

1845. november 10-én, az alsó-ausztriai Frohsdorf kastélyban (ma: Lanzenkirchenhez tartozik) a már 26 éves Louise Marie hercegnő feleségül ment Ferdinánd Károly Bourbon–parmai herceghez (1823–1854), a spanyol Bourbon-házból való II. Károly parmai hercegnek (1799–1883) és a Savoyai-házból származó Mária Terézia szárd királyi hercegnőnek (1803–1879) egyetlen élő fiához. Apósa 1824–1847 között csupán a kicsiny Lucca hercegeként uralkodott, mivel apai örökségét, mivel Parma, Piacenza és Guastalla Hercegségeit a bécsi kongresszus határozata Napóleon özvegyének, Mária Lujzának (1791–1847) juttatta.
Házasságukból 4 gyermek született:
- Margit Mária Terézia Henrietta hercegnő (1847–1893), aki 1867-ben Don Carlos María de los Dolores de Borbónhoz, Madrid hercegéhez (1848–1909), a Spanyol Királyság karlista trónkövetelőjéhez ment feleségül.
- Róbert herceg (1848–1907), 1854–1859 között I. Róbert néven Parma, Piacenza és Guastalla utolsó (névlegesen) uralkodó hercege, aki 1869-ben a Bourbon-házból való Mária Pia nápoly–szicíliai királyi hercegnőt (1849–1882), majd 1884-ben a Bragança-házból való Mária Antónia portugál infánsnőt (1862–1959) vette feleségül. Második házasságából született Zita Bourbon–parmai hercegnő, az utolsó magyar királyné.
- Aliz Mária Karolina Bourbon–parmai hercegnő (1849–1935), aki 1868-ban a Habsburg–Lotaringiai-házból toszkánai ágából származó IV. Ferdinándhoz, Toszkána utolsó (címzetes) nagyhercegéhez ment feleségül.
- Henrik Károly Lajos György Ábrahám Pál herceg (1851–1905), Bardi grófja, aki 1873-ban Mária nápoly–szicíliai királyi hercegnőt, majd 1876-ban megözvegyülvén, Adelgunda Jésus portugál királyi hercegnőt vette feleségül.

### Parma régense
Mária Lujza parmai hercegnő két évvel később elhunyt. Parma, Piacenza és Guastalla hercegségei visszaszálltak a Bourbonok parmai ágára. Louise Marie hercegnő apósa II. Károly néven a hercegi trónra lépett, de rövidesen, 1848 áprilisában a forradalmi mozgolódás nyomán le kellett mondania. 1848 augusztusában rövid időre visszatért, de 1849. március 14-én végleg lemondott fia, III. Károly javára, és örökre elmenekült országából.
Louise Marie hercegnő férjét, III. Károly herceget 1849-ben a forradalmat leverő osztrák császári haderő segítette trónra. Önkényuralmat vezetett be. A felkelések résztvevőit elfogatta és felakasztatta vagy megkorbácsoltatta. A rendőri erőket megerősítette, az országban osztrák megszálló haderőt állomásoztatott. Alattvalói annyira meggyűlölték, hogy 1854-ben a nyílt utcán fényes nappal leszúrhatta egy összeesküvő, akit sohasem fogtak el. Legidősebb fiát, a hatéves Róbert trónörökös herceget uralkodónak kiáltották ki, de helyette és nevében anyját, az özvegy Louise-Marie hercegnét nevezték ki régensnek.
1857-ben az osztrák haderő kivonult Parmából, csak Piacenzában maradtak hátra, szerződésük értelmében. 1859-ben II. Viktor Emánuel szárd–piemonti király, III. Napóleon támogatásával újabb terjeszkedésre készült. A parmai utcák népe azonnal követelni kezdte a csatlakozást a Szárd–Piemonti Királysághoz. Április 30-án a parmai hercegi hadsereg tisztjeinek küldöttsége felkereste Louise Marie régens hercegnét, és nyíltan felkérték, álljon Viktor Emánuel oldalára. A hercegné a hercegség semlegességét tartotta szem előtt, és fiával együtt Parmából Mantovába távozott. A hadsereg egy része a lakosság tömegeire támaszkodva nyomban kimondta a csatlakozást a Szárd–Piemonti Királysághoz. A herceghez hű maradó csapatok, védelmezni akarván önállóságukat, május 4-én visszahívták a hercegnét, aki visszatérve lefegyvereztette a felkelők által felállított Nemzeti Gárdát, és megpróbálta megóvni országa semlegességét. A hercegség területének egy részére már ekkor bevonultak Ribotti tábornok szárd–piemonti csapatai, II. Viktor Emánuel nevében.

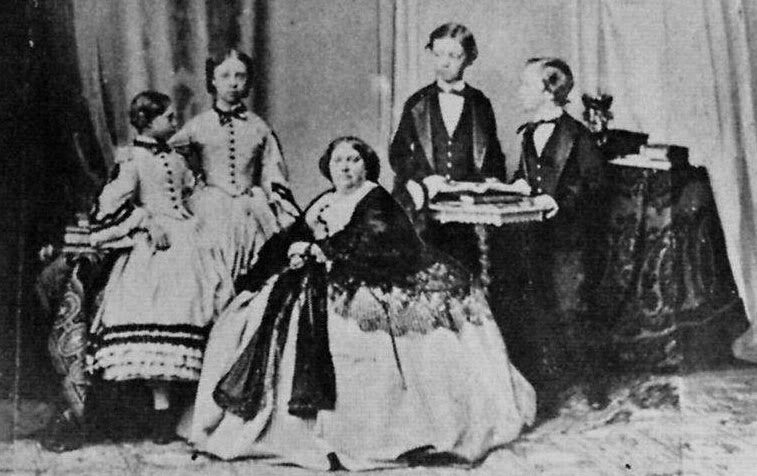
Louise Marie özvegy hercegné gyermekeivel, 1860 k.

Megindult a szárd–francia–osztrák háború. 1859. május 27-én Louise Marie hercegné Svájcba menekítette gyermekeit. A június 4-ei magentai csatában elszenvedett vereség nyomán az osztrákok megkezdték Piacenza kiürítését. Louise Marie régens hercegné június 9-én feloldozta csapatait a neki tett hűségeskü alól, és még aznap elutazott Svájcba, gyermekei után. A parmai felkelők már június 8-án háromtagú ideiglenes kormányt alakítottak, amely hivatalosan felkérte II. Viktor Emánuel királyt, hogy vegye át a hercegség kormányzását. Parmát megszállták II. Viktor Emánuel csapatai. A szárd–piemonti kormány által kinevezett kormányzó június 16-án érkezett Parmába, az általa megszervezett népszavazás nyomán Parma, Piacenza és Guastalla hercegségeit 1860. március 18-án királyi dekrétummal a Szárd–Piemonti Királysághoz csatolták, majd 1861-ben beolvasztották az egyesített Olasz Királyságba.
Az elűzött régens hercegné fia nevében tiltakozó jegyzéket intézett az új uralkodóhoz, amelyben a népszavazást családnak minősítette. A tiltakozás természetesen eredménytelen maradt. Louise Marie fia, az ekkor 11 éves I. Róbert herceg elveszítette országát anélkül, hogy ténylegesen trónra lépett volna.

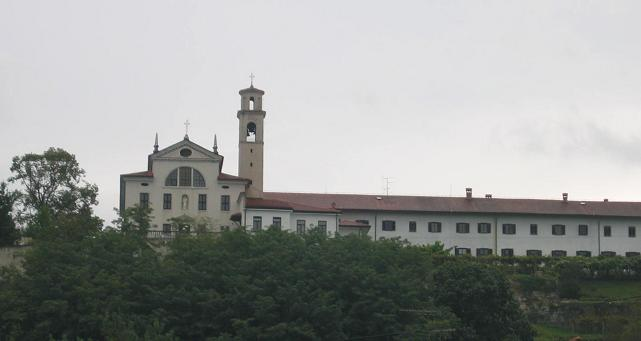
A Kostanjevica kolostor, Nova Gorica mellett.

### Utolsó évei, nyughelye
Az elűzött régens hercegné Svájcból az Osztrák Császárságba költözött. A velencei Giustiniani palotában hunyt el, 1864. február 1-jén, 44 éves korában. Görz mellett temették el, a magas hegyre épült Castagnavizza (ma: Kostanjevica) ferences rendi kolostor kriptájában, a Bourbon-ház számkivetésben elhunyt tagjai mellé. Korábban ide temették nagyapját, X. Károlyt, nagybátyját, Lajos Antal herceget, nagynénjét, Mária Terézia Sarolta francia királyi hercegnőt, Angoulême hercegnőjét is, 1883-ban ide került saját öccse, Henri d’Artois is.
Az első világháborúban, amikor a front Görz városához közeledett, Zita császárné Bécsbe vitette nagyanyjának és rokonainak koporsóit. 1919-ben, a Monarchia széthullása után a város a győztes Olaszországhoz került, a koporsókat visszavitték a kolostor Bourbon-kriptájába. A Castagnavizza (Kostanjevica) kolostor és környéke ma a szlovéniai Nova Gorica városhoz tartozik.

## Leszármazottai
Louise Marie hercegnő legidősebb fia, Róbert herceg kétszer nősült, 24 gyermeke született. A felnőttkort megérő unokák közül Mária Lujza Pia Terézia Anna hercegnő (1870−1899) 1893-ban a Szász–Coburg–Gothai házból származó Ferdinánd herceg (1861–1948), a későbbi bolgár cár felesége lett.
Zita hercegnő 1911-ben I. Ferenc József császár unokaöccséhez, Károly főherceghez ment feleségül, aki 1914-ben az Osztrák–Magyar Monarchia trónörököse lett. 1916-ban, Ferenc József elhunytával férje lépett a Monarchia trónjára, Zita hercegnőből Ausztria császárnéja, Magyarország királynéja lett. Fivérei, Szixtusz (Sisto) és Xavér (Saverio) hercegek az első világháborúban a belga hadseregbe álltak be. 1917-ben Károly császár rajtuk keresztül próbált különbéke-ajánlattal fordulni az antant vezetőihez, de sikertelenül. Félix herceg 1919-ben Sarolta luxemburgi nagyhercegnőt vette feleségül, René herceg leánya, Anna hercegnő 1948-ban I. Mihály román királyhoz ment feleségül.

## Emlékezete
Még X. Károly uralkodása alatt, 1827. szeptember 2-án Louise Marie hercegnő részt vett a párizsi Église Saint-Jean-Baptiste-de-Grenelle templom alapkő-letételének ünnepségén. A király leányának vagy legidősebb leányunokájának – ez időben Louise Marie-nak – a Mademoiselle cím járt. A templom utcája, a rue Mademoiselle, Párizs mai 15. kerületében az ő emlékére kapta ezt a nevet.